# Шувалов, Павел Петрович
Граф Павел Петрович Шувалов (14 февраля 1847 — 12 октября 1902) — офицер русской гвардии, генерал-майор из рода Шуваловых. Один из создателей и руководителей «Священной дружины».

## Биография
Единственный сын камергера графа Петра Павловича Шувалова и Софьи Львовны Нарышкиной. Родился 14 февраля 1847 года в Петербурге, крещен 2 марта 1847 года в Исаакиевском соборе при восприемстве графа И. И. Воронцова-Дашкова и бабушки княгини В. П. Бутера.
Мать его унаследовала от своего отца Л. А. Нарышкина имение Тальное и роскошный дворец на Фонтанке. После смерти родителей эти и другие имения перешли в собственность Павла Петровича наряду с горными заводами на Урале и поместьями в Волынской, Калужской, Киевской, Московской, Пермской и Петербургской губерниях.
Также владелец имения Новый Мисхор на Южном берегу Крыма, позднее начал продавать его частями под дачи.
Окончил юридический факультет Санкт-Петербургского университета. В Гейдельбергском университете получил степень доктора права. Вернувшись в Россию, Шувалов поступает на военную службу — 19 февраля 1868 года зачислен на правах вольноопределяющегося в лейб-гвардии Гусарский полк. Через год, 8 марта 1869 года, произведён в корнеты, а 2 июля того же года назначен состоять при великом князе Владимире Александровиче. 16 апреля 1872 года произведён в поручики и назначен адъютантом великого князя Владимира Александровича, состоя в этой должности до 24 ноября 1881 года.
В 1873 году принял участие в Хивинском походе, где получил контузию и заработал две боевые награды — орден Святого Станислава 3-й степени с мечами и бантом (1873) и орден Святой Анны 3-й степени с мечами и бантом (1874). 13 апреля 1875 года произведён в штабс-ротмистры, в 1877 году награждён орденом Святого Станислава 2-й степени.
Во время русско-турецкой войны находился на театре военных действий, был отмечен орденом Святого Владимира 4-й степени с мечами и бантом (1878). 30 августа 1878 года произведён в ротмистры, а уже 16 июня 1879 года — в полковники. 24 ноября 1881 года был уволен в отставку без права ношения мундира, что, по словам Н. А. Епанчина, «вызвало в обществе множество предположений и разговоров».
1 января 1882 года вновь принят на службу с зачислением в лейб-гвардии Гусарский полк и в тот же день пожалован во флигель-адъютанты к императору Александру III. 31 июля 1889 года получил в командование 134-й пехотный Феодосийский полк и в том же году награждён орденом Святой Анны 2-й степени. 10 февраля 1893 года произведён в генерал-майоры и назначен командиром лейб-гвардии 4-го стрелкового Императорской Фамилии батальона, а 10 ноября 1894 года — командиром лейб-гвардии Егерского полка. Обладая большими личными средствами, Шувалов тратил немало собственных денег на благоустройство подчинённых частей. Увлекаясь стрельбой, он отлично поставил стрелковое дело в частях, которыми командовал.
Через год, из-за тяжелой грудной болезни, граф Шувалов был вынужден отставить полк. 20 ноября 1895 года он был отчислен от должности командира полка и назначен состоять в распоряжении Военного министра, с зачислением по гвардейской пехоте. По воспоминаниям Б. В. Геруа, офицеры жалели, что лишились командира, в котором удачно сочетались братство и незаурядные служебные качества: «Шувалов был человек умный, просвещенный, в высшей степени серьёзный и деятельный, в отношениях с офицерами, внимательный и доступный. Образец командира. Работать с ним было легко, и никто не жаловался на его несомненную требовательность».
За время службы при великом князе Владимире Александровиче и в Свите Александра III граф Шувалов был удостоен многих иностранных наград: кавалерский крест ордена Святого Олафа (Швеция, 1869), орден Красного орла 4-й степени (Пруссия, 1870), офицерский крест ордена Вюртембергской короны (Вюртемберг, 1870), офицерский крест ордена Филиппа Великодушного (Гессен, 1870), кавалерский крест ордена Белого сокола (Саксен-Веймар, 1870), кавалерский крест ордена Дубовой короны (Нидерланды, 1870), кавалерский крест ордена Леопольда (Бельгия, 1870), кавалерский крест ордена Розы (Бразилия, 1872), орден Железной короны 3-й степени (Австро-Венгрия, 1874), орден Вендской короны 4-й степени (Мекленбург-Шверин, 1874), крест «За переход через Дунай» (Румыния, 1877), орден Красного орла 2-й степени (Пруссия, 1879), орден Короны 2-й степени (Пруссия, 1882), орден Короны 2-й степени со звездой (Пруссия, 1889), командорский крест 1-го класса ордена Данеброг (Дания, 1889), большой крест ордена Грифона (Мекленбург-Шверин, 1895).
Был зачислен в списки лейб-гвардии 4-го стрелкового Императорской Фамилии батальона, с правом ношения его мундира. В 1895 году пожалован орденом Святого Владимира 3-й степени, в 1898 году — орденом Святого Станислава 1-й степени. 24 декабря 1898 года зачислен в запас гвардейской пехоты (по Петербургскому уезду). Умер 12 октября 1902 года и был похоронен в имении Тальное. В 1908 году в Лысьве был установлен памятник Павлу Петровичу Шувалову (автор проекта Л. В. Шервуд).
По словам М. Клейнмихель, граф «Боби Шувалов был человек неглупый, но морфинист, постоянно одержимый какой-нибудь навязчивой идеей». Его «Конституционные записки» были опубликованы в журнале «Вестник Европы» (1913, № 8).

## Семья
Жена (с 4 июня 1875 года) — княжна Елизавета Владимировна Барятинская (1855—1938), дочь князя В. И. Барятинского. Брак был неудачным и бездетным. Шувалов тяжело переживал роман жены с бароном Густавом Маннергеймом. Графиня Бетси Шувалова давала во дворце на Фонтанке спектакли старинного русского репертуара, во время Первой мировой войны организовала лазарет. По воспоминаниям современницы, 
Последний, самый запомнившийся бал сезона 1906—1907 года, давала Бетси Шувалова, урожденная княжна Барятинская, очаровательная женщина, неистощимая на выдумки. Бал проходил в её огромном богатом дворце постройки XVIII века, в зале, огромном как теннисный корт. Дворец был известен тем, что когда-то принадлежал Марии Антоновне Нарышкиной, «любви» Александра I. Бал Бетси мы называли la folle journée.